# GEAAC
| Sigles de 2 caractères   |
| Sigles de 3 caractères   |
| Sigles de 4 caractères   |
| ► Sigles de 5 caractères |
| Sigles de 6 caractères   |
| Sigles de 7 caractères   |
| Sigles de 8 caractères   |

GEAAC est un sigle pour Groupement Européen pour l'Assurance des Architectes et des Concepteurs, un organe de participation aux débats communautaires créé par la mutuelle des architectes français assurance (MAF) en 1992. Il réunit des mutuelles et coopératives du secteur afin d'assurer la défense des intérêts de la profession au niveau européen. 
Le GEAAC a mis en place une solution d’assurance en ligne en 2016, qui permet à ses membres de délivrer une couverture d’assurance adaptée à leurs assurés qui ont une mission ou un chantier dans un autre pays membre, facilitant ainsi la libre circulation des prestations de service au sein de l’Union européenne.